# Non ti amo più (Diodato)
Non ti amo più è un singolo del cantautore italiano Diodato, pubblicato il 28 giugno 2019 come secondo estratto dal quarto album in studio Che vita meravigliosa.

## Descrizione
Settima traccia dell'album, il brano tratta con sarcasmo il momento della rottura di una relazione amorosa, dove la quotidianità prende il sopravvento nella vita di coppia:
(Diodato in occasione della presentazione del singolo)

## Video musicale
Il videoclip è stato diretto da Priscilla Santinelli e ambientato in un bar, dove Diodato riveste il ruolo di un Cupido al contrario tra alcune coppie.

## Tracce
1. Non ti amo più – 3:21